# آنیتا زوکر
آنیتا زوکر (انگلیسی: Anita Zucker) (زادهٔ ۱۱ مه ۱۹۶۲) تاجر، میلیاردر و خیرخواه اهل ایالات متحده آمریکا است.
زوکر که از او به عنوان ثروتمندترین فرد ساکن کارولینای جنوبی یاد می‌شود، پس از مرگ همسرش برای مدتی ریاست شرکت هادسونز بی کمپانی را بر عهده گرفت. هم‌اکنون نیز رئیس و مدیرعامل گروه خدمات آی‌تیِ اینترتک (به انگلیسی: Intertech) است.
آنیتا زوکر و خانواده‌اش ۵ میلیون دلار به کارزاری برای کمک به ساخت مرکز آموزش تحصیلات تکمیلی خانواده زوکر در مؤسسه بازیابی دانشگاه کلمسون (CURI) که در پایگاه سابق نیروی دریایی چارلستون شمالی واقع شده‌است، اهدا کردند. برنامه‌های این مرکز، از رشد نیروی کار فنی در منطقه حمایت می‌کند و متخصصان شاغل را قادر می‌سازد تا بدون ترک شهر،‌ مدارج پیشرفت شغلی را کسب کنند.
هدیه‌ی خانواده‌ی زوکر یکی از بزرگترین هدایا به کارزار تبلیغاتی میل به رهبری کلمسون است که هدف آن جمع‌آوری ۶۰۰ میلیون دلار برای حمایت از دانشجویان و اساتید دانشگاه کلمسون می‌باشد. بدین‌منظور که با کمک‌ هزینه‌های تحصیلی و افزایش امکانات،‌ بستری برای یادگیری و تحقیق فراهم شود.

## زندگی شخصی
آنیتا زوکر در بدو تولد آنیتا گلدبرگ نامگذاری شد. رز و کارل گلدبرگ پدر و مادر آنیتا از بازماندگان هولوکاست بودند. وی از دانشگاه فلوریدا فارغ‌التحصیل شد و توانست مدرک فوق لیسانس هنر خود را از دانشگاه فلوریدای شمالی دریافت کند.

## زندگی حرفه ای
آنیتا و همسرش جری پس از اینکه در سال ۱۹۷۸ به چارلستون نقل مکان کردند، در سال ۱۹۸۲ شرکت خدمات آی‌تی‌ اینترتک را راه‌اندازی نمودند.
او که بیوه‌ی جری زوکر است، پس از مرگ جری در سال ۲۰۰۸ بر اثر تومور مغزی، نقش وی را به عنوان رئیس و مدیر اجرایی گروه اینترتک به عهده گرفت.
او صاحب کاخ یخی کارولینا -یک مرکز مدرن ورزشی همراه با دو پیست یخی- و بخشی از تیم هاکی روی یخ استینگریز کارولینای جنوبی(به انگلیسی: South Carolina Stingrays) است.
از ژوئیه ۲۰۱۹، آنیتا زوکر ۹۶۲مین فرد ثروتمند جهان است (از رتبه ۳۱۶ در سال ۲۰۱۸ پایین‌تر)، و ۲۱۵مین ثروتمند در ایالات متحده، با دارایی تخمینی ۱٫۸ میلیارد دلار.
او دارای سه فرزند است (جاناتان زوکر، آندره آوازین و جفری زوکر) و هم‌اکنون در چارلستون، کارولینای جنوبی زندگی می‌کند.

## سیاست
زوکر یکی از اعضای حزب جمهوری‌خواه است و در ژانویه ۲۰۱۲ از میت رامنی حمایت کرد. همچنین او یکی از حامیان مالی لیندسی گراهام، رئیس کارزار انتخاباتی جب بوش برای نامزدی حزب جمهوری‌خواه در کارولینای جنوبی در سال ۲۰۱۶ بود.